# Obione
Les obiones  sont des plantes appartenant au genre Halimione ou Atriplex selon les sources. Obione a été considéré comme un genre à part entière, mais il est désormais considéré comme obsolète. Les obiones sont des arbrisseaux halophytes formant des touffes compactes et fleurissant en été, donnant de petites fleurs jaunâtres. Ils colonisent les vases des prés-salés.

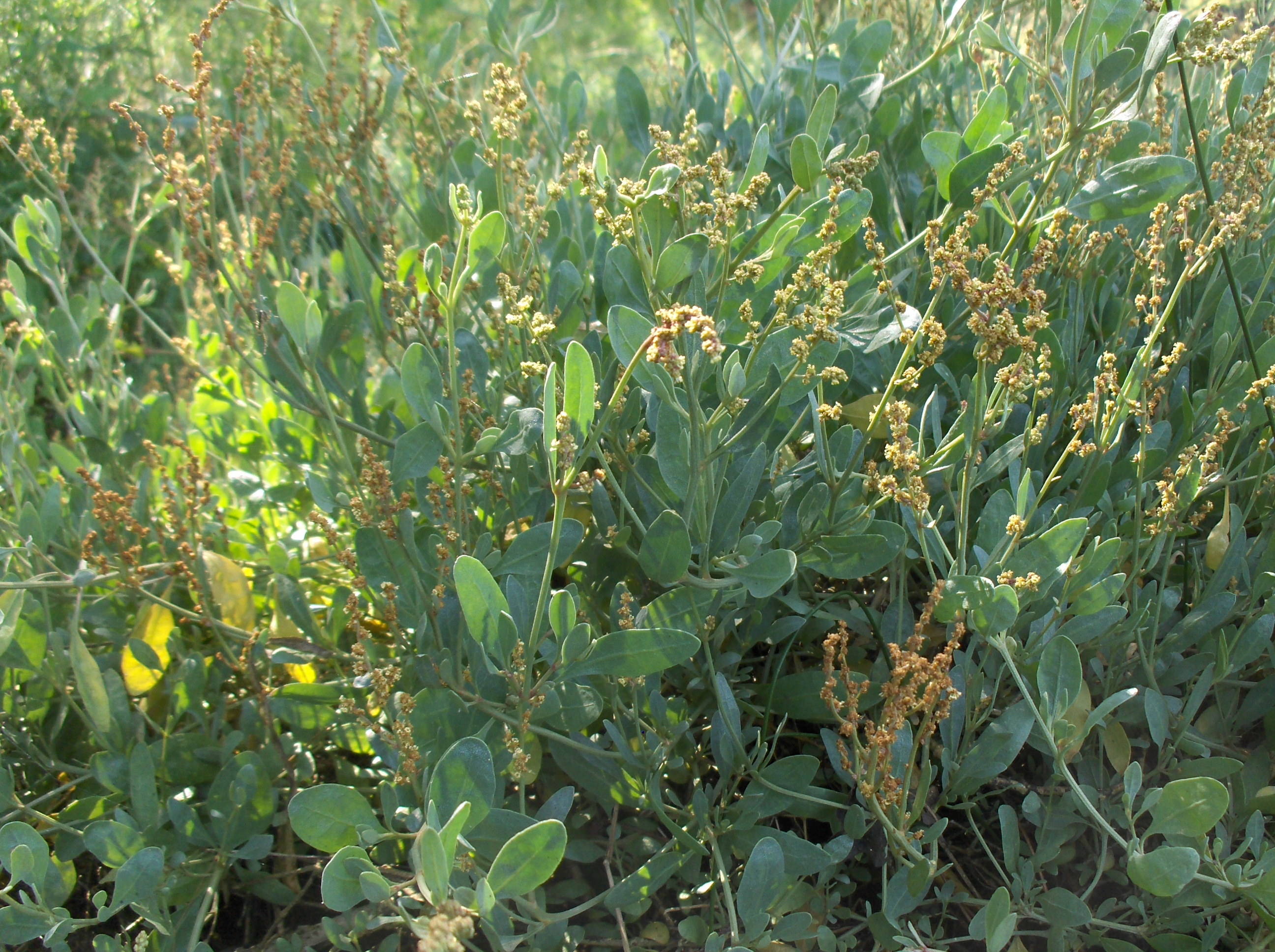
Obione faux-pourpier
(Halimione portulacoides) ou
(Atriplex portulacoides) ou
(Obione portulacoides)

## Usages
L'obione (masculin ou féminin) est comestible cru ou cuit. Cru, il a un goût salé et une texture croquante.